# Elongatopothyne basirufipennis
Elongatopothyne basirufipennis là một loài bọ cánh cứng trong họ Cerambycidae.